# کووان‌اولوک (سامسات)
کووان‌اولوک (به ترکی استانبولی: Kovanoluk) یک منطقهٔ مسکونی در ترکیه است که در سامسات واقع شده‌است.